# Ларс Гіршфельд
Ларс Джастін Гіршфельд (англ. Lars Justin Hirschfeld; 17 жовтня 1978, Едмонтон, Альберта) — канадський футболіст, воротар клубу КФУМ. Виступав у збірній Канади на п'яти Золотих кубках КОНКАКАФ.

## Кар'єра

### Клубна
Гіршфельд починав свою кар'єру в «Едмонтон Дріллерз», граючи в indoor-футбол.
у 1998 році перейшов у німецький «Енергі», але виступав виключно за другу команду, тому 2000 року повернувся на батьківщину, де виступав за «Калгарі Сторм», а 2001|року зіграв одну гру за «Ванкувер Вайткепс».
Успіхи Гіршфельда на Золотому  кубку КОНКАКАФ 2--2 року викликали інтерес у англійського «Тоттенгема», і після цього він переїхав у Лондон. Проте канадець не потрапляв в основу «шпор», через що був відданий в оренду в «Лутон Таун», а потім «Джиллінгем», в яких також грав не часто. 
В серпні 2004 року Ларс став гравцем шотландського «Данді Юнайтед», але вже в січні 2005 року повернувся до Англії, підписавши контракт з «Лестер Сіті», але і там зіграв лише в одній грі чемпіонату.
Влітку 2005 року Гіршфельд був підписаний норвезьким «Тромсе» як запасний воротар, але незабаром він став грати частіше і допоміг «Тромсе» уникнути вильоту. Також він був ключовою фігурою в Кубку УЄФА в іграх проти «Есб'єрга» і «Галатасарая», допомігши своєму клубу здобути перемоги.
У наступному сезоні Ларс перейшов у «Русенборг», з яким виграв чемпіонат Норвегії, ставши основним воротарем в клубі. Гіршфельд брав участь в Лізі чемпіонів 2007/08, коли «Русенборг» двічі обіграв «Валенсію» на груповому етапі з рахунком 2:0. А нічия з «Челсі» 1:1 стала останньою грою Жозе Моурінью біля керма лондонців.
6 січня 2008 року румунський ЧФР придбав Гіршфельда за 1,3 млн євро, проте основним воротарем не був, зігравши лише 5 матчів. 
26 червня 2009 року Ларс підписав контракт до 30 червня 2011 року з «Енергі», але знову за першу команду так і не зіграв і у 2010 році покинув команду з Коттбуса і перейшов у норвезький клуб «Волеренга», де виступав до 2015 року.
21 січня 2016 року підписав контракт з клубом КФУМ, який у минулому сезоні вперше у своїй історії вийшли у норвезький другий дивізіон.

### Збірна
У 2002 році Гіршфельд зі збірною Канади дійшов до півфіналу Золотого кубка КОНКАКАФ, ставши бронзовим призером турніру, де він був названий найкращим воротарем турніру, пропустивши лише чотири м'ячі у п'яти іграх. В подальшому він зіграв ще у чотирьох континентальних першостях, проте медалей більше не здобував. Всього провів за збірну 48 матчів.

## Досягнення
Русенборг
- чемпіонат Норвегії: 2006

ЧФР Клуж
- Чемпіон Румунії: 2007-08
- Володар Кубка Румунії: 2008-09

Канада
- Бронзовий призер Золотого кубка КОНКАКАФ: 2002

### Індивідуальні
- Найкращий воротар Золотого кубка КОНКАКАФ: 2002